# 삼죽로
삼죽로(三竹路)는 경기도 안성시 삼죽면에서 죽산면까지 이르는 안성시도이며, 국가지원지방도 제82호선과 지방도 제306호선 그리고 지방도 제325호선의 각 일부를 이룬다. 또한 행정구역지명인 삼죽을 이용하여 삼죽로로 명명되었다.

## 역사
- 2011년 2월 23일 : 도로명으로 삼죽로를 고시

## 주요 경유지
- 안성시
  - 삼죽면 - 죽산면

## 접촉하는 도로
- 서동대로
- 강촌길
- 보삼로
- 삼백로
- 죽주로 (직결)

## 주요 건물 및 시설
- 삼죽면사무소 (삼죽로 112/내강리 46-2)
- 삼죽우체국 (삼죽로 124-3/용월리 467-1)
- 케어플 (삼죽로 216-20/장능리 616-3)